# Kaltschyk (Ort)
Kaltschyk (ukrainisch Кальчик; russisch Кальчик Kaltschik) ist ein Dorf in der ukrainischen Oblast Donezk mit etwa 1700 Einwohnern.

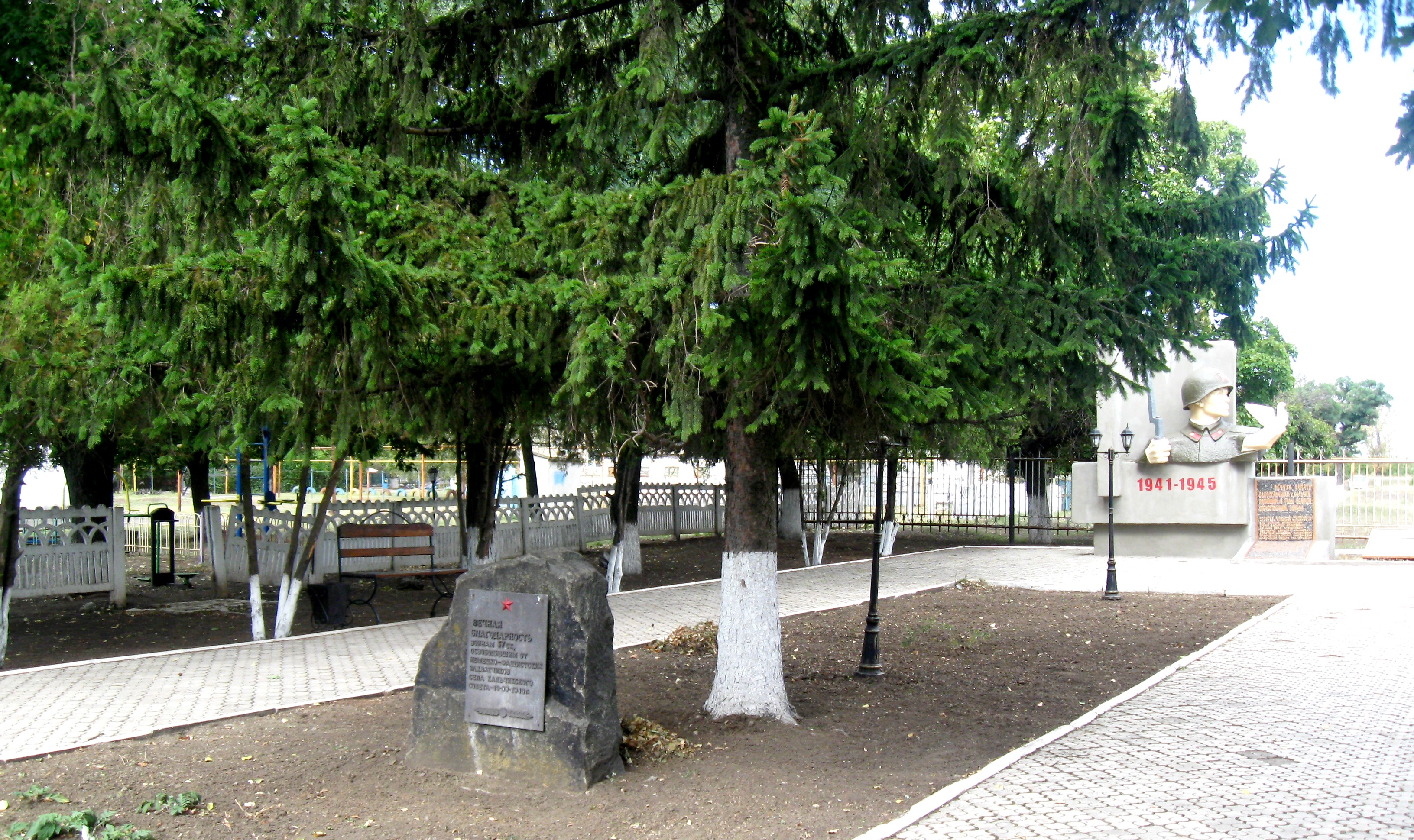
Denkmal im Ort

Das 1882 im Zuge des Eisenbahnbaus gegründete Dorf liegt an der Bahnstrecke Mariupol–Kostjantyniwka, 24 km nördlich vom Rajonszentrum Mariupol und 79 Kilometer südlich vom Oblastzentrum Donezk entfernt.
Es lag zunächst im russischen Gouvernement Jekaterinoslaw, war ab 1923 ein Teil der Ukrainischen SSR, seit 1991 dann Teil der heutigen Ukraine.

## Verwaltungsgliederung
Am 12. Juni 2020 wurde das Dorf zum Zentrum der neugegründeten Landgemeinde Kaltschyk (ukrainisch Кальчицька сільська громада/Kaltschyzka silska silska hromada), zu dieser zählten auch die 14 in der untenstehenden Tabelle aufgelisteten Dörfer sowie die Ansiedlung Aslanowe, bis dahin bildete es zusammen mit den Dörfern Keleriwka und Kyryliwka die gleichnamige Landratsgemeinde Kaltschyk (Кальчицька сільська рада/Kaltschyzka silska rada) im Osten des Rajons Nikolske.
Seit dem 17. Juli 2020 ist sie ein Teil des Rajons Mariupol.
Folgende Orte sind neben dem Hauptort Kaltschyk Teil der Gemeinde:
| Name                     | Name        | Name                         |
| ukrainisch transkribiert | ukrainisch  | russisch                     |
| ------------------------ | ----------- | ---------------------------- |
| Aslanowe                 | Асланове    | Асланово (Aslanowo)          |
| Chersones                | Херсонес    | Херсонес                     |
| Hranitne                 | Гранітне    | Гранитное (Granitnoje)       |
| Kasjaniwka               | Касянівка   | Касьяновка (Kasjanowka)      |
| Kateryniwka              | Катеринівка | Катериновка (Katerinowka)    |
| Keleriwka                | Келерівка   | Келлеровка (Kellerowka)      |
| Kljutschowe              | Ключове     | Ключевое (Kljutschewoje)     |
| Kremeniwka               | Кременівка  | Кременевка (Kremenewka)      |
| Kyryliwka                | Кирилівка   | Кирилловка (Kirillowka)      |
| Makedoniwka              | Македонівка | Македоновка (Makedonowka)    |
| Malojanyssol             | Малоянисоль | Малоянисоль (Malojanissol)   |
| Pryowraschne             | Приовражне  | Приовражное (Priowraschnoje) |
| Sorja                    | Зоря        | Заря (Sarja)                 |
| Truschenka               | Труженка    | Труженка                     |
| Wodjane                  | Водяне      | Водяное (Wodjanoje)          |